# Досу, Джозеф
Джозеф Досу (англ. Joseph Dosu; род. 19 июня 1973, Абуджа) — нигерийский футболист, вратарь. Победитель летних Олимпийских игр 1996 года.

## Биография
Джозеф Досу родился 19 июня 1973 года в столице Нигерии Абудже. Его отец родом из нигерийского города Бадагри, а мать родом из Того. Семья воспитывала шестерых детей. Его младший брат Джон (1986), также вратарь.
С 1991 года по 1996 год играл нигерийский клуб «Юлиус Бергер». Летом 1996 года подписал четырёхлетний контракт с клубом итальянской серии А «Реджана», в составе которого так и не сыграл. В 1997 году Досу в Лагосе попал в серьёзную автомобильную аварию в связи с чем и завершил карьеру игрока.
В 1996 году главный тренер олимпийской сборной Нигерии Йоханнес Бонфрере вызвал Джозефа на летние Олимпийские игры в Атланте. В команде он получил 18 номер. Досу стал основным вратарём команды на турнире, выиграв схватку за место в воротах у Эммануэля Бабаяро и Абиодуна Барува. В своей группе Нигерия заняла второе место, уступив Бразилии и обогнав Японию и Венгрию. В 1/4 финала нигерийцы обыграли Мексику (2:0), а в полуфинале Бразилию (4:3). В финальном поединке Нигерия выиграла у Аргентины (3:2). Джозеф Досу на турнире сыграл во всех шести играх, в которых пропустил шесть мячей.
В составе национальной сборной Нигерии выступал с 1996 года по 1997 год и провёл 3 матча, в том числе две игры в рамках отборочного турнира на чемпионат мира 1998 года против Буркина-Фасо и Кении.
Женат, имеет сына. Руководит футбольной академией Вестерло в Нигерии.

## Статистика

### Матчи Досу за сборную Нигерии
| Матчи Досу за сборную Нигерии | Матчи Досу за сборную Нигерии | Матчи Досу за сборную Нигерии | Матчи Досу за сборную Нигерии | Матчи Досу за сборную Нигерии | Матчи Досу за сборную Нигерии |
| ----------------------------- | ----------------------------- | ----------------------------- | ----------------------------- | ----------------------------- | ----------------------------- |
| №                             | Дата                          | Соперник                      | Счёт                          | Пропущено голов               | Соревнование                  |
| 1                             | 9 ноября 1996                 | Буркина-Фасо                  | 2:0                           | —                             | Чемпионат мира 1998 (отбор)   |
| 2                             | 12 декабря 1996               | Марокко                       | 0:2                           | 2                             | Товарищеский матч             |
| 3                             | 12 января 1997                | Кения                         | 1:1                           | 1                             | Чемпионат мира 1998 (отбор)   |

Итого: 3 матчей / пропущено 3 гола; 1 победа, 1 ничья, 1 поражение.

## Достижения
- Победитель Олимпийских игр: 1996